# Bruno Skulte
Bruno Skulte (* 22. Februar 1905 in Kiew; † 19. Mai 1976 in New York) war ein lettischer Komponist, Dirigent und Organist.

## Leben
Bruno Skulte wurde 1905 als Sohn des lettischen Bauunternehmers Pēteris Skulte und der Italienerin Victoria Rizzolatti in Kiew geboren. Auch seine vier Brüder waren musikalisch begabt, besonders der Komponist Ādolfs Skulte (1909–2000). 1919 bis 1922 besuchte Skulte die Musikschule in Kiew und danach in Riga das „Fonologische Institut“ des Dirigenten und Komponisten Ernests Vīgners (1850–1933). 1931 trat er in die Kompositionsklasse von Jāzeps Vītols am Lettischen Konservatorium in Riga ein. Später studierte er Dirigat bei Jānis Mediņš. Er graduierte 1937. Danach arbeitete er als Organist und war Programmdirektor des lettischen Rundfunks. Er bewies sich als fähiger Dirigent auf dem Podium des lettischen Rundfunks und des Sinfonieorchesters der Stadt Liepāja. Skulte ergriff die seltene Gelegenheit zur Verfeinerung seines Könnens, indem er in Berlin unter dem Generalmusikdirektor der Staatsoper Unter den Linden, Leo Blech, und in Salzburg bei Clemens Krauss sein Wissen erweiterte. Er konnte bereits zur musikalischen Elite gezählt werden, als er im Herbst 1944 vor der heranrückenden roten Armee nach Deutschland emigrierte. Dort dirigierte er das Berliner Rundfunkorchester und gründete 1946 ein lettisches Opernensemble in Oldenburg. Im Jahr 1949 wurde Skulte von der lettischen lutherischen Kirche in die Vereinigten Staaten eingeladen, wo er den Rest seiner Karriere als Organist verbrachte. Beim ersten bis dritten lettischen Sängerfest in USA war er erster Dirigent, ebenso beim dritten lettischen Sängerfest in Kanada. Der von Skulte gegründete lettische Chor in New York existiert noch heute.

## Werke
Bruno Skulte war tief mit der lettischen Gesellschaft und Kultur verbunden. Ein besonderes Zeichen dafür ist seine Oper Vilkaču mantiniece (Die Erbin des Hofs Vilkači), die im ländlichen Lettland spielt.
Daneben komponierte er sinfonische Werke, Kantaten, Streichquartette und über 100 Lieder für Solisten oder Chor.
- „Balāde“ für Sinfonieorchester
- Musik zum Schauspiel „Skroderdienas Silmačos“[3]  von Rūdolfs Blaumanis.
- 35 Lieder für gemischten Chor a cappella, darunter 10 Bearbeitungen lettischer Volkslieder.
- 45 Lieder für Männerchor a cappella, darunter 16 Bearbeitungen lettischer Volkslieder.
- 11 Lieder für Frauenchor a cappella, darunter 2 Bearbeitungen lettischer Volkslieder.
- 1 Lied für Kinderchor a cappella
- etwa 45 Solo-Gesänge
- 1 Solo-Liederzyklus für Kinder nach Texten von Jānis Rainis
- 5 Klavierstücke (4 Miniaturen und Weihnachts-Variationen nach einem Thema von Ludwig van Beethoven).
- „Fata Morgana“ für Orgel
- 2 Streichquartette (#1: Tanz)
- „Prelūdija“ für Violine, Cello und Klavier
- Miniaturen für das lettische Folklore-Instrument Kokle.
- „Daugava“ (Der Fluss Düna): Sinfonisches Poem für Solisten, Chor und Orchester nach Texten von Jānis Rainis.
- „Dziesmu vairogs“ (Gesangs-Schild): Kantate für gemischten Chor, Bariton und Sinfonieorchester nach Texten von Jānis Veselis (1896–1962) und Anšlavs Eglītis (1906–1993).
- „Lūgšana“ (Gebet): Kantate für gemischten Chor und Männerchor, Sopran, Bariton und Orgel
- „Nakts, kad mēness maitājies“ (Die Nacht, wenn der Mond verdirbt): Ballade für Männerchor, zwei Solisten und Klavier.